# 场钱桥
场钱桥（越南语：／）是越南古都顺化市市中心香江上的一座白色铁桥，上架弧形钢架拱梁，长400米，连接北岸的皇城和南岸商业区。始建于1897年（阮朝成泰九年），名称来源于昔日附近的造钱厂，由艾菲尔铁塔设计师居斯塔夫·埃菲尔设计修建。1904年毁于台风，重建于1906年。1938年在两侧加建人行道:94。